# Mariusz Kicia
Mariusz Artur Kicia (ur. 3 marca 1973) – polski ekonomista, doktor habilitowany nauk ekonomicznych, dziekan Wydziału Ekonomicznego UMCS.

## Życiorys
Absolwent I Liceum Ogólnokształcącego im. Stanisława Staszica w Lublinie. W 1997 ukończył Ekonomię na Wydziale Ekonomicznym UMCS, a w 1999 Matematykę na Wydziale Matematyki i Fizyki UMCS. Od 1997 zatrudniony w Zakładzie Gospodarki Rynkowej (obecnie Katedra Bankowości i Rynków Finansowych) na Wydziale Ekonomicznym UMCS. Stopień doktora nauk ekonomicznych uzyskał w 2004 na UMCS na podstawie pracy pt. „Wpływ nowych informacji na kursy akcji notowane na Giełdzie Papierów Wartościowych w Warszawie S.A.”. Stopień doktora habilitowanego nauk ekonomicznych uzyskał na UMCS w 2020 na podstawie pracy pt. „Behawioralne uwarunkowania dynamiki cen akcji. Od inwestora do rynku”. Od 1 września 2020 dziekan Wydziału Ekonomicznego UMCS. Autor ponad 70 artykułów z zakresu rynków kapitałowych.

Oprócz działalności naukowej, jest też prezesem zarządu Account Doradztwo Gospodarcze Sp. z o.o. Jest przewodniczącym rady nadzorczej Syntea S.A. Pełnił funkcję członka rad nadzorczych: LubMAN UMCS sp. z o.o., FAWAG Lubelskie Fabryki Wag S.A., Interbud-Lublin S.A.